# Электрогастроэнтерография
Эле́ктрога́строэнтерографи́я (или эле́ктрога́стрографи́я) (от электро + др.-греч. γαστήρ — желудок + ἔντερον — кишки + γράφω — пишу) — метод исследования моторно-эвакуаторной функции (МЭФ) желудочно-кишечного тракта (ЖКТ) при помощи одновременной регистрации биопотенциалов его различных отделов.
Первые исследования по электрогастрографии были сделаны Уолтером К. Альваресом в начале 1920-х годов.

## Продвижение пищи по желудочно-кишечному тракту
Продвижение пищи по пищеварительному тракту, её механическая обработка, перемешивание с пищеварительными соками это одна из важных функций желудочно-кишечного тракта. Врачи её называют моторно-эвакуаторной функцией ЖКТ.
Пищевой комок при глотании поступает в пищевод под давлением и продвигается по нему при помощи ритмичных волнообразных сокращений. Затем, минуя пищеводно-желудочный переход (его ещё называют нижний пищеводный сфинктер), он попадает в желудок.
В желудке пищевой комок перемешивается с пищеварительными соками и подвергается механической обработке благодаря кратковременным перистальтическим сокращениям и медленным длительным изменениям тонуса.
После завершения обработки в желудке пища небольшими порциями с периодом около 20 секунд поступает в двенадцатиперстную кишку, где происходит её дальнейшая обработка ферментами, выделяемыми поджелудочной железой и желчью. И здесь её движение обеспечивается перистальтическими волнообразными сокращениями.
Затем пища, превратившаяся в своеобразную кашицу, химус, поступает в тощую, далее в подвздошную кишки, где происходит дальнейшее её переваривание и всасывание питательных веществ. И опять же не без помощи перистальтики.
Дальнейший её путь лежит в толстую кишку. Здесь пища задерживается надолго — до 20 часов. Известны три типа двигательной активности толстой кишки: прямое перемещение массы, ретроградное (обратное) продвижение и ритмичные сокращения в отдельных сегментах кишки. Такое сложное поведение кишки обеспечивает полное поглощение соли и воды из каловых масс и нормальную дефекацию.
Именно согласованная работа пищевода, желудка и кишечника обеспечивает нормальное пищеварение и именно расстройства её координации лежат в основе или являются следствием многих заболеваний пищеварительного тракта.

## Методы исследования моторно-эвакуаторной функции ЖКТ
В настоящее время существуют две группы методов исследования моторно-эвакуаторной функции ЖКТ.
В первую группу входят методы, позволяющие регистрировать сократительную активность ЖКТ посредством измерения давления внутри того или иного отдела ЖКТ с помощью баллонов, микродатчиков, радиокапсул, открытых водно-перфузионных катетеров. К сожалению, введение инородного тела, которым является любой из вышеперечисленных датчиков, приводит к раздражению органа и изменяет его моторную активность.
Ко второй группе относятся электрофизиологические методы, основанные на взаимосвязи электрической и сократительной активности ЖКТ. Они включают в себя либо регистрацию биопотенциалов с фиксированных на стенках органов электродов, так называемая прямая электрогастроэнтерография, либо регистрацию биопотенцилов с накожных электродов, закреплённых на животе или конечностях — непрямая или периферическая электрогастроэнтерография.
Естественно, необходимость вживления электродов ограничивает использование прямой электрогастроэнтерографии в клинической практике.
Периферическая электрогастроэнтерография, будучи неинвазивной, то есть не требуя никакого вторжения в организм человека, хорошо переносится всеми больными. Это позволяет обследовать даже крайне тяжёлых пациентов как до операции, так и в первые часы послеоперационного периода.
Зарегистрированный электрогастроэнтерографический сигнал исследуется различными методами математической обработки, в том числе с помощью линейной фильтрации, спектрального анализа, вейвлет-анализа и т. д.

## Электрофизиология гладкомышечной ткани
Физиологи уже в 50-е годы выяснили, что в состоянии покоя гладкомышечные клетки имеют градиент концентрации ионов, проникающих через клеточную мембрану. Это определяет наличие, так называемого, мембранного потенциала покоя, периодические изменения которого получили название медленных волн или базисный электрический ритм.
Эти изменения происходят автономно, они не связаны с влиянием нервной системы, гуморальных регуляторов. При возникновении сокращения гладкомышечной ткани на фоне медленных волн регистрировались группы быстрых электрических колебаний, которые получили название потенциалов действия.
Все вышесказанное непосредственно относится и к желудочно-кишечному тракту, стенка которого состоит из гладкомышечной ткани. В многочисленных экспериментах было доказана тесная связь электрической и моторной активности гладких мышц ЖКТ.

## Электрофизиологические методы исследования МЭФ ЖКТ
К середине 70-х годов активно разрабатываются 2 группы электрофизиологических методов исследования МЭФ ЖКТ.
Первую группу составляют методы записи биопотенциалов непосредственно со стенки желудка или кишечника с помощью вживлённых при операции или присасывающихся электродов. Недостаток этих методов состоит в инвазивности и невозможности оценки биоэлектрической активности всего ЖКТ.
Одновременно М. А. Собакиным был разработан метод регистрации электрических сигналов ЖКТ с передней брюшной стенки.
Метод позволял оценивать амплитуду и ритмичность электрических колебаний различных отделов желудка и двенадцатиперстной кишки. М. А. Собакину удалось выявить изменения электрической активности, характерные для обострения язвенной болезни желудка и двенадцатиперстной кишки, рака желудка, стеноза выходного отдела желудка.
Опираясь на эксперименты, показывающие постепенное понижение частоты сокращений от верхних отделов кишечника к нижним и постоянство частоты колебаний различных отделов ЖКТ, В. А. Ступиным был разработан метод периферической электрогастроэнтерографии, в котором сигнал электрической активности ЖКТ регистрировался не с поверхности передней брюшной стенки, а с конечностей. Этот вид исследования в последнее время довольно хорошо разработан и сравнительно широко используется.

## Особенности метода периферической электрогастроэнтерографии
Частоты сокращений различных отделов ЖКТ, как было показано в ряде работ, являются стабильным параметром. Границы этих частотных интервалов показаны в таблице.
Частотные интервалы электрической активности различных отделов ЖКТ
| Отдел ЖКТ                | Частота (Гц) |
| ------------------------ | ------------ |
| Толстая кишка            | 0,01 — 0,03  |
| Желудок                  | 0,03 — 0,07  |
| Подвздошная кишка        | 0,07 — 0,13  |
| Тощая кишка              | 0,13 — 0,18  |
| Двенадцатиперстная кишка | 0,18 — 0,25  |

Знание этих частот позволяет провести обработку электрогастроэнтерографического сигнала таким образом (спектральный анализ, цифровая фильтрация и т. п.), чтобы выделить и отдельно проанализировать моторику различных отделов ЖКТ.
На рисунке, в качестве примера, приведён трёхмерный график результата спектральной обработки такого сигнала, полученный при помощи электрогастроэнтерографа. По вертикальной оси на нём отложена амплитуда сокращений, по горизонтальной оси частота, соответствующая сокращениям различных отделов ЖКТ. График развёрнут во времени, позволяя, тем самым, оценить динамику изменения сокращений.
Результатом обработки сигнала и его спектра являются некоторые интегральные параметры (суммарная электрическая активность, относительная электрическая активность, коэффициент ритмичности, коэффициент сравнения и др.), знание величины которых позволяет судить о моторике ЖКТ и её скоординированности.

## Применение периферической электрогастроэнтерографии
Периферическая электрогастроэнтерография применяется, в первую очередь, для обследования пациентов с различными признаками нарушения моторной активности ЖКТ.
Цели её применения:
- определение типа нарушения — функциональный или механический;
- выявление локализации поражения (отдел ЖКТ);
- выбор метода лечения;
- подбор корригирующей терапии.

Одну из групп исследуемых составляют пациенты с язвенной болезнью желудка и двенадцатиперстной кишки, в патогенезе которой большую роль играют нарушения моторики верхних отделов ЖКТ.
Заболевания тонкой кишки. Особенно важна периферическая электрогастроэнтерография для выявления её функциональных нарушений.
Функциональные нарушения так называемых «зон перехода» (гастроэзофагеальный рефлюкс, дуоденогастральный рефлюкс и др.).
В абдоминальной хирургии диагностика спастической и странгуляционной кишечной непроходимости, послеоперационного пареза кишечника, ранней спаечной непроходимости кишечника и др.
На этапе лечения возможность проведения многократных исследований, позволяет подобрать адекватную терапию и контролировать в динамике восстановление моторно-эвакуаторной функции ЖКТ.
Имеется практический опыт применения периферической электрогастроэнтерографии при диагностики функциональной диспепсии, пилоробульбарного стеноза, спаечной болезни брюшной полости, мезентериального тромбоза.
Для диагностики и коррекции моторно-эвакуаторной функции ЖКТ у пациентов, находящихся в реанимации в послеоперационный период, используется длительная электрогастроэнтерография (18-24 часа) с применением парентеральных стимуляторов (прокинетики, прозерин, дистигмина бромид) вместо пищевого.

## Электрогастроэнтерография в космических экспериментах
Желудочно-кишечный тракт космонавта во время полёта подвергается значительным воздействиям. Среди других экспериментов «Долгосрочной программы научно-прикладных исследований и экспериментов, планируемых на российском сегменте МКС» предусмотрен эксперимент «Спланх»: «Исследование особенностей структурно-функционального состояния различных отделов желудочно-кишечного тракта для выявления специфики изменений пищеварительной системы в условиях космического полёта». В рамках проекта «Марс-500» экипажем выполняется 24-часовая электрогастроэнтерография с помощью гастроэнтерографа «Спланхограф» — бортового прибора, разработанного ИМБП РАН с участием НПП «Исток-Система» на базе серийно выпускаемого электрогастроэнтерографа «Гастроскан-ГЭМ».
3-4 февраля 2014 года впервые в истории космических полётов на орбите были произведены исследования моторики желудочно-кишечного тракта космонавтов. В исследовании принимали участие члены 38-го долговременного экипажа Международной космической станции российские космонавты Олег Котов и Сергей Рязанский. В рамках первого этапа с помощью гастроэнтерографа «Спланхограф» была осуществлена запись электрогастроэнтерограмм космонавтов.

## Используемые источники
- Современные методы исследования в гастроэнтерологии / Под ред. академика АМН СССР проф. В. Х. Василенко — М.: «Медицина», 1971, 400 с.
- Чернов В. Н. Чеботарёв А. Н., Донсков А. М. Гастроэнтерология (Методы исследования, приборы, автоматизированные системы и выбор метода лечения). Ростов-на-Дону: Изд-во Рост. ун-та, 1997,-464 с. ISBN 5-7507-0436-X.
- Ступин В. А., Смирнова Г. О., Баглаенко М. В., Силуянов С. В., Закиров Д. Б. Периферическая электрогастроэнтерография в клинической практике // Лечащий Врач.-2005.-№ 2.-С. 60-62.
- Рапопорт С. И., Лакшин А. А., Ракитин Б. В., Трифонов М. М. рН-метрия пищевода и желудка при заболеваниях верхних отделов желудочно-кишечного тракта// Под ред. академика РАМН Ф. И. Комарова, — М.: ИД МЕДПРАКТИКА-М, 2005, 208 с. ISBN 5-98803-014-9.
- Бутов М. А., Кузнецов П. С. Обследование больных с заболеваниями органов пищеварения. Часть 1. Обследование больных с заболеваниями желудка. Учебное пособие по пропедевтике внутренних болезней для студентов 3 курса лечебного факультета. Рязань. 2007 (2,42 МБ).